# Rajdowe Samochodowe Mistrzostwa Polski 1953
W roku 1953, mistrzów Polski w rajdach wyłoniono w ramach jednego rajdu tzw. Jednodniowej Jazdy Konkursowej o Mistrzostwo Polski, który rozegrano w dniach 15–16 sierpnia. Rajd ten odbył się na trasie: Warszawa – Czosnów – Modlin – Płońsk – Mława – Nidzica – Olsztyn – Mrągowo – Giżycko. 
Rozegrano następujące konkurencje:
- próby sportowe – próby zwrotności, zrywu i hamowania w Warszawie,
- odcinek terenowy w Puszczy Kampinoskiej,
- próba przyspieszenia na wzniesieniu w Dorotowie (koło Olsztyna),
- wyścig w Giżycku (5 okrążeń × 7,5 km dla samochodów sportowych i 3 okrążenia dla samochodów turystycznych).

W rajdzie wystartowało 89 kierowców. W zawodach startowali mistrzowie i wicemistrzowie okręgów w każdej z klas oraz zawodnicy w samochodach sportowych.

## Klasyfikacje Jednodniowej Jazdy Konkursowej 1953[2]
Wymienieni zawodnicy zdobyli tytuły Mistrzów i Wicemistrzów Polski.
Kategoria sportowa
| Poz. | Kierowca            | Samochód |
| ---- | ------------------- | -------- |
| 1    | Franciszek Postawka | BMW 328  |

Klasa powyżej 2500 cm³
| Poz. | Kierowca   | Samochód  |
| ---- | ---------- | --------- |
| 1    | R. Górecki | Chevrolet |

Klasa do 2500 cm³
| Poz. | Kierowca          | Samochód |
| ---- | ----------------- | -------- |
| 1    | Stanisław Wierzba | Warszawa |
| 2    | Marian Repeta     | Warszawa |

Klasa do 2000 cm³
| Poz. | Kierowca   | Samochód |
| ---- | ---------- | -------- |
| 1    | Siembrzuch | ?        |

Klasa do 1200 cm³
| Poz. | Kierowca | Samochód |
| ---- | -------- | -------- |
| 1    | Kamela   | Skoda    |

Klasa do 750 cm³
| Poz. | Kierowca        | Samochód |
| ---- | --------------- | -------- |
| 1    | Roman Perłowski | DKW      |